# جيم أباد (باقران)
جيم أباد (بالفارسية: جیم‌آباد) هي مستوطنة تقع في إيران في قسم باقران الريفي. يقدر عدد سكانها بـ 27 نسمة .